# 신진수
신진수(申鎭洙, 1938년 8월 21일 ~ 2017년 3월 19일)는 대한민국의 제11·13대 국회의원이다. 본관 아주이며, 경상북도 의성군 출생이다.

## 생애
대구사범학교, 미국 남가주 대학교 교육대학원 등을 졸업한 뒤 1978년 학교법인 신일학원을 설립해 신일전문대학(현 수성대학교)를 세웠다. 경복중학교, 경북예술고등학교 교장 등을 거쳐 협성교육재단 상무, 영남대 교수, KNCC 한국기독교교회 발전협의회 공동회장, 경북일보 회장 등을 지냈다.

## 학력
- 대구사범학교 졸업
- 남가주 대학교(U.S.C) 교육대학원
- Abilene대학교(교육학 박사)
- 연세대학교 언론대학원 졸업

## 경력
- 신일대학 설립, 학장
- 경복중, 경북예술고등학교 교장
- 협성교육재단 상무
- 제11대 국회의원 (대구 수성·남구 / 민주한국당)
- 제13대 국회의원 (신민주공화당
- 계명대, 영남대 신대 교수
- KNCC(한국기독교교회 협의회 발전협의회)공동회장
- 보이스카우트 국제이사, 국제 유스호스텔 총재
- 경북일보 회장

## 가족
- 부인 : 엄선진
  - 아들 : 신광원(보트인터네셔널 대표)
  - 아들 : 신명원(IMS테크 대표)
  - 딸 : 신혜진(음악치료사)
    - 사위 : 석승식(젬스메디칼 상무)
- 형 : 신진욱